# Gare de Kakunodate
La gare de Kakunodate (角館駅, Kakunodate-eki) est une gare ferroviaire de la ville de Semboku, dans la préfecture d'Akita au Japon. Elle est exploitée par la JR East et la compagnie privée Akita Nairiku Jūkan Railway.

## Situation ferroviaire
La gare est située au point kilométrique (PK) 58,8 des lignes Shinkansen Akita et Tazawako. Elle marque la fin de la ligne Akita Nairiku.

## Histoire
La gare est inaugurée le 30 juillet 1921. Elle est desservie depuis le 22 mars 1997 par ligne Shinkansen Akita.

## Service des voyageurs

### Accueil
La gare dispose d'un bâtiment voyageurs, avec guichets, ouvert tous les jours.

### Desserte

#### JR East
- Ligne Shinkansen Akita :
  - voie 1 : direction Morioka et Tokyo
  - voie 2 : direction Akita
- Ligne Tazawako :
  - voies 1 et 3 : direction Morioka
  - voies 2 et 3 : direction Ōmagari

#### Akita Nairiku Jūkan Railway
- Ligne Akita Nairiku :
  - voie 1 : direction Takanosu